# Theobald van Bar (bisschop)
Theobald van Bar (?, ? - Rome, 1312) was van 1302 tot aan zijn dood de vijftigste bisschop van Luik.
Theobald van Bar was een zoon van graaf Theobald II van Bar en van Johanna van Toucy.
Na de dood van de Luikse bisschop Adolf II van Waldeck in 1302 werd aanvankelijk Willem van Arras tot opvolger gekozen, maar deze weigerde het ambt omdat hij niet van adel was en duidde vervolgens Theobald aan. Theobald sloot in 1304 een alliantieverdrag met Filips IV van Frankrijk. Toen in 1308 zijn neef Hendrik van Luxemburg Rooms koning werd, werd Theobald een van zijn belangrijkste raadgevers. Theobald vergezelde in 1312 Hendrik naar Rome voor de zalving tot keizer, maar Theobald stierf na een aanval van Robert van Napels, die ongerust was over de macht van de nieuwe keizer.
In 1306 legde Theobald een interdict op de steden Dinant, Hoei en Sint-Truiden om ze ertoe te dwingen hun Lombarden uit te drijven.
Theobald legde op 15 maart 1311 de eerste steen van de Onze-Lieve-Vrouwkerk in Hoei.

## Voetnoten
1. ↑  Rowan Dorin, No Return. Jews, Christian Usurers, and the Spread of Mass Expulsion in Medieval Europe, 2023, p. 246